# Янкович, Владета
Вла́дета Я́нкович (серб. Владета Јанковић; 1 сентября 1940, Белград) — сербский политик, дипломат, писатель, литературный теоретик. Доктор философии (1975).

## Биография
Окончил филологический факультет Белградского университета, где позже защитил кандидатскую, а затем и докторскую диссертации. Прошел путь от ассистента до полного профессора и руководителя кафедры университета. Опубликовал семь книг, главным образом, в области исторических теорий комедии и юмора.
В течение многих лет сотрудничал с телевидения Белграда, по созданию культурных и исторических программ для молодёжи (семь циклов серии «Мифы и легенды»).
В качестве приглашённого профессора, читал лекции в США, Великобритании, Нидерландах и Греции .
В политику пришёл в начале 1990 года. В июле 1992 года стал членом-учредителем Демократической партии Сербии.
Избирался депутатом федерального парламента. был председателем парламентского комитета по международным отношениям.
В 2001 году был назначен послом Государственного союза Сербия и Черногория в Великобритании.
С 2004 года работал главным советником по внешней политике премьер-министра Сербии Воислава Коштуницы. Был избран заместителем председателя Демократической партии Сербии в 2005 году.
С февраля 2008 года по август 2012 года — Посол Республики Сербия при Святом Престоле.
В 2014 году вышел из рядов ДПС.
Владеет английским, русским, французским и греческим языками.
Он является носителем бюллетеней и кандидатом на пост мэра Белграда на выборах в Скупщину Белграда в 2022 году от коалиции "Единая Сербия".

## Награды
- Великий офицер Ордена Звезды итальянской солидарности (17 октября 2006 года, Италия)[2]
- Большой Крест Ордена Пия IX (Ватикан)